# Thuringse gravenoorlog
De Thuringse gravenoorlog (Duits: Thüringer Grafenkrieg), of Thuringse Gravenvete (Thüringer Grafenfehde) was een conflict tussen verscheidene oude aristocratische families en het Huis Wettin over de suprematie in Thuringen. De oorlog duurde  van 1342 tot 1346.
In 1247 stierf Hendrik Raspe IV, de laatste Thuringse landgraaf uit het huis Ludovingen, zonder een mannelijke erfgenaam. Tijdens de daaropvolgende successieoorlog wist Hendrik de Doorluchtige, Markgraaf van Meißen, uiteindelijke het landgraafschap voor het Huis Wettin te winnen, terwijl de Hessische territoria naar Hendrik I van Hessen en vormde het nieuwe Landgraafschap Hessen. De kleinzoon van Hendrik de Doorluchtige, Frederik I de Vredige of de Gebetene, en diens zoon, Frederik II de Ernstige, trachten de suzereiniteit van het huis Wettin over Thuringen te verzekeren en kwam hierdoor onvermijdelijk in conflict met de andere machtige edelen van de regio.
Op 1 september 1342 bezegelden de verschillende graven en heren van Thuringen een pact in Arnstadt dat hen effectief een alliantie deed sluiten tegen Frederik de ernstige. De betrokken partijen waren de graven van Schwarzburg, Weimar-Orlamünde en Hohnstein en de landvoogden van Gera en Plauen. Het conflict brak ten slotte in oktober uit. De aartsbisschop van Mainz, Hendrik III van Virneburg, die reeds in dispuut was met de burgers van Erfurt over stadsrechten, steunde de graven en daarom kozen de burgers van Erfurt de kant van Frederik de Ernstige.
Tegen 14 december 1342 was het eerste vredesverdrag, geregeld door de keizer, getekend. Omdat de graven en landvoogden hierdoor echter waren verplicht een zeer hoge som geld - 338,000 marken van Erfurt zilver - te betalen voor het "breken van de vrede", hield de vrede niet lang stand en braken er algauw opnieuw gevechten uit. Frederik zocht nu het bondgenootschap te verzwakken door in te stemmen met afzonderlijke verdragen met zijn vijand: eerst op 6 september 1343 met de landvoogden van Gera en Plauen, op 28 juli 1345 met de Schwarzburgs, en ten slotte op 11 april 1346 in het Verdrag van Dresden met de graaf van Weimar-Orlamünde. Elk van de bondgenoten moest zijn voornaamste territoria doen erkennen als leen van de Wettins en verloren aldus hun rijksvrijheid en politieke onafhankelijkheid.
De uitkomst van de Gravenoorlog versterkte de positie van de Wettins in Thuringen, hoewel ze er niet in slaagden de Schwarzburgs en de landvoogden definitief uit Thuringen te verdrijven en deze vazalen bleven een belangrijke rol spelen tot het einde van de monarchie in Thuringen in 1918 (vgl. Schwarzburg-Rudolstadt, Schwarzburg-Sondershausen, Reuß). Ze konden na de Gravenoorlog echter hun territoria niet verder uitbreiden, maar waren beperkte tot hun lenen en bevonden zich daardoor niet langer meer in een positie om een bedreiging te vormen voor de dominantie van de Wettins in Thuringen. Voor de graven van Weimar-Orlamünde betekende de uitslag van de oorlog het einde van hun rijksvrijheid. Kort daarop viel Weimar aan Wettin toe als een overeengekomen leen en werd een belangrijke residenz van de Ernestijnse tak van de Wettins (vglSaksen-Weimar-Eisenach).